# Ilia Bozoljac
Ilia Bozoljac (ook wel geschreven als Ilija Bozoljac) (Servisch: Илија Бозољац) (Aleksandrovac, 2 augustus 1985) is een Servisch tennisser. Hij is prof sinds 2002. Zijn hoogste plaats op de ATP-ranglijst is de 101e, die hij behaalde op 29 januari 2007.
Bozoljac heeft in zijn carrière nog nooit de finale van een ATP-toernooi bereikt, maar hij heeft in het enkelspel wel drie challengers en vijf futurestoernooien op zijn naam staan. Zijn beste resultaat in het enkelspel op een grandslamtoernooi is de tweede ronde.

## Carrière

### Jaarverslagen

#### 2002 - 2005
Bozoljac werd proftennisser in 2003. Hij speelde van 2002 tot 2004 voornamelijk futurestoernooien. Vanaf 2005 speelde hij ook op het challengercircuit. Dat jaar speelde hij ook in zijn eerste ATP-toernooi in Umag (Kroatië). Hij boekte daar ook meteen zijn eerste winst in een ATP-toernooi door in de eerste ronde de Italiaan Francesco Aldi te verslaan. In de tweede ronde verloor hij van Lukáš Dlouhý.

#### 2006 - 2009
In januari 2006 haalde Bozoljac de kwartfinale op het ATP-toernooi van Zagreb, die hij verloor van zijn landgenoot Novak Đoković. Dat jaar maakte hij ook zijn grandslamdebuut op Roland Garros. Hij verloor in de tweede ronde van Tommy Robredo. In september won hij zijn eerste challenger in Donetsk.
In 2007 kwalificeerde Bozoljac zich voor de Australian Open, waar hij in de tweede ronde verloor. In 2008 haalde hij in februari de kwartfinale op het ATP-toernooi van Belgrado. Hij kwalificeerde zich dat jaar voor Wimbledon, waar hij van Marc Gicquel verloor in de tweede ronde. In september won hij de challengers van Ljubljana en Banja Luka. In 2009 kwalificeerde hij zich opnieuw voor Roland Garros. Hij werd in de eerste ronde uitgeschakeld door Nicolas Kiefer. Hij stond dat jaar nog in drie challengerfinales, die hij alle verloor: Nottingham, Tiburon en Knoxville.

#### 2010 - 2011
In de eerste helft van het jaar speelde Bozoljac voornamelijk challengers. Zijn beste resultaten waren een finale op de challenger van Belgrado en drie titels in het dubbelspel op challengers. Op Wimbledon haalde hij de tweede ronde. Daarna speelde hij nog een paar ATP-toernooien en hoofdzakelijk challengers, maar zonder veel succes. Hij eindigde het jaar op plaats 149.
In 2011 speelde hij voornamelijk challengers, met als beste resultaat een finale in Aptos in juli.

### Davis Cup
Bozoljac speelde in 2003 voor het eerst voor het Servische Davis Cupteam, in de eerste ronde van Groep 2 in de Europees/Afrikaanse Zone. Na 2003 speelde hij nog voor het Servische team in 2006, 2007, 2009 en 2011. In totaal speelde hij vier enkel- en vijf dubbelpartijen, waarvan hij er telkens drie won.

## Privéleven
In zijn thuisland Servië is Bozoljac meer bekend door zijn liefdesleven dan door zijn tennis. Bozoljacs relaties werden in 2007 en 2008 uitgebreid behandeld in de Servische tabloids. In november 2006 ging hij uit met Ramona Amiri, Miss World Canada 2005. Hun relatie begon nadat hij haar op een feestje voor ATP-tennissers had benaderd. Eind 2007 was hun relatie voorbij. Begin 2008 begon Bozoljac een relatie met Anastasija Buđić, een Playboymodel. Hun relatie werd in de pers besproken toen zij in maart 2008 deelnam aan de Servische versie van Celebrity Big Brother. Tegen juni 2008 was hun relatie echter alweer voorbij.

## Palmares
| Legenda                       | Legenda               |
| ----------------------------- | --------------------- |
| Grand Slam                    |                       |
| Olympische Spelen             |                       |
| tot 2009                      | vanaf 2009            |
| Tennis Masters Cup            | ATP Finals            |
| ATP Masters Series            | ATP Tour Masters 1000 |
| ATP International Series Gold | ATP Tour 500          |
| ATP International Series      | ATP Tour 250          |

### Enkelspel
| Nr.                  | Datum             | Toernooi   | Ondergrond | Tegenstander in finale | Score         |
| -------------------- | ----------------- | ---------- | ---------- | ---------------------- | ------------- |
| Gewonnen challengers |                   |            |            |                        |               |
| 1.                   | 4 september 2006  | Donetsk    | Gravel     | Tomas Cakl             | 6-4, 3-6, 7-5 |
| 2.                   | 8 september 2008  | Ljubljana  | Gravel     | Giancarlo Petrazzuolo  | 6-4, 6-3      |
| 3.                   | 15 september 2008 | Banja Luka | Gravel     | Daniel Gimeno Traver   | 6-4, 6-4      |
| 4.                   | 16 februari 2014  | Kolkata    | Hardcourt  | Jevgeni Donskoj        | 6-1, 6-1      |

### Dubbelspel
| Nr.                              | Datum            | Toernooi  | Ondergrond | Partner           | Tegenstanders in finale              | Score                |
| -------------------------------- | ---------------- | --------- | ---------- | ----------------- | ------------------------------------ | -------------------- |
| Gewonnen challengers herendubbel |                  |           |            |                   |                                      |                      |
| 1.                               | 3 februari 2003  | Belgrado  | Tapijt     | Nenad Zimonjić    | Darko Madjarovski Janko Tipsarević   | 6-1, 6-4             |
| 2.                               | 7 november 2005  | Nashville | Hardcourt  | Brian Wilson      | Santiago González Diego Hartfield    | 7-6(6), 6-4          |
| 3.                               | 13 maart 2006    | Sarajevo  | Hardcourt  | Viktor Troicki    | Alexander Peya Lars Uebel            | 6-3, 6-4             |
| 4.                               | 14 januari 2008  | Miami     | Gravel     | Dušan Vemić       | Jean-Julien Rojer Marcio Torres      | 7-5, 6-4             |
| 5.                               | 13 oktober 2008  | Calabasas | Hardcourt  | Dušan Vemić       | Somdev Devvarman Nathan Healey       | 1-6, 6-3, 13-11      |
| 6.                               | 15 februari 2010 | Belgrado  | Tapijt     | Jamie Delgado     | Dustin Brown Martin Slanar           | 6-3, 6-3             |
| 7.                               | 8 maart 2010     | Rabat     | Gravel     | Daniele Bracciali | Oleksandr Dolgopolov Dmitri Sitak    | 6-4, 6-4             |
| 8.                               | 15 maart 2010    | Marrakesh | Gravel     | Horia Tecău       | James Cerretani Adil Shamasdin       | 6-1, 6-1             |
| 9.                               | 21 april 2013    | Sarasota  | Gravel     | Somdev Devvarman  | Steve Johnson Bradley Klahn          | 6-7(5), 7-6(3), 11-9 |
| 10.                              | 27 april 2014    | Savannah  | Gravel     | Michael Venus     | Alex Bogomolov jr. Facundo Bagnis    | 7-5, 6-2             |
| 11.                              | 20 juli 2014     | Recanati  | Hardcourt  | Goran Tosic       | James Cluskey Laurynas Grigelis      | 5-7, 6-4, 10-7       |
| 12.                              | 12 april 2015    | Napels    | Hardcourt  | Filip Krajinović  | Aliaksandr Bury Nikoloz Basilasjvili | 6-1, 6-2             |

## Resultaten grandslamtoernooien
| Legenda | Legenda                          |
| ------- | -------------------------------- |
| g.t.    | geen toernooi gehouden           |
| l.c.    | lagere categorie                 |
| –       | niet deelgenomen                 |
| G       | uitgeschakeld in de groepsfase   |
| 1R      | uitgeschakeld in de eerste ronde |
| 2R      | uitgeschakeld in de tweede ronde |
| 3R      | uitgeschakeld in de derde ronde  |
| 4R      | uitgeschakeld in de vierde ronde |
| KF      | uitgeschakeld in de kwartfinale  |
| HF      | uitgeschakeld in de halve finale |
| F       | de finale verloren               |
| W       | het toernooi gewonnen            |
| w-v     | winst/verlies-balans             |

### Enkelspel
Deze gegevens zijn bijgewerkt tot en met 6 september 2015.
| Grandslamtoernooien  |     |     |     |     |     |     |     |     |       |
| Australian Open      | –   | –   | –   | –   | 2R  | –   | –   | –   | 1-1   |
| Roland Garros        | –   | –   | –   | 2R  | –   | –   | 1R  | –   | 1-2   |
| Wimbledon            | –   | –   | –   | –   | –   | 2R  | –   | 2R  | 2-2   |
| US Open              | –   | –   | –   | –   | –   | –   | –   | –   | 0-0   |
| Winst-verlies        | 0-0 | 0-0 | 0-0 | 1-1 | 1-1 | 1-1 | 0-1 | 1-1 | 4-5   |
| Statistieken         |     |     |     |     |     |     |     |     |       |
| Totaal aantal titels | 0   | 0   | 0   | 0   | 0   | 0   | 0   | 0   | 0     |
| Totaal winst-verlies | 1-0 | 0-0 | 1-1 | 3-3 | 2-5 | 1-1 | 1-1 | 1-4 | 11-16 |
| Eindejaarsranking    | 834 | 567 | 207 | 136 | 182 | 141 | 183 | 149 |       |

N.B. "l.c." = lagere categorie

### Mannendubbelspel
| Grandslamtoernooien   |     |     |     |     |        |
| Australian Open       | –   | –   | –   | –   | 0-0    |
| Roland Garros         | –   | –   | –   | –   | 0-0    |
| Wimbledon             | 1R  | –   | –   | 1R  | 0-2    |
| US Open               | –   | –   | –   | –   | 0-0    |
| Winst-verlies         | 0-1 | 0-0 | 0-0 | 0-1 | 0-2    |
| ATP World Tour Finals |     |     |     |     |        |
| ATP World Tour Finals | –   | –   | –   | –   | 0-0    |
| Statistieken          |     |     |     |     |        |
| Totaal aantal titels  | 0   | 0   | 0   | 0   | 0      |
| Eindejaarsranking     | 468 | 171 | 489 | 136 | n.v.t. |